# Femte minflottiljen
Femte minflottiljen (finska: 5. Miinalaivue) var en finländsk marinflottilj inom Försvarsmakten som verkade mellan 1 juli 1994 och 31 december 2014. Förbandets stab var förlagt till Obbnäs i Nyland. 

## Verksamhet
Flottiljen tillhörde Finska vikens Marinkommando och var ett av Marinens operativa truppenheter. Femte minflottiljen var en beredskapsenhet som koncentrerade sig på minkrigsföring. Förbandets hemmabas låg i Obbnäs, ca 50 km väster om Helsingfors. Till flottiljen hörde ca 80 officerare och 100 beväringar. I flottiljen ingick även den krävande utbildningen av röjdykare och attackdykare för den finska marinen. 

### Tillhörande fartyg
- Tuima-klassen (Tuima, Tuuli, Tuisku och Tyrsky)
- Pohjanmaa
- Porkkala
- Mursu
- Hylje
- Jymy